# Thể thao dưới nước tại Đại hội Thể thao Đông Nam Á 1977
Thể thao dưới nước tại Đại hội Thể thao Đông Nam Á năm 1977 được tổ chức từ 20 đến 24 tháng 11 năm 1977 tại Kuala Lumpur, Malaysia, gồm ba phân môn: bơi lội, nhảy cầu và bóng nước .
Trong môn bơi lội, các vận động viên thi đấu ở nhiều cự ly dành cho nam (100–1 500 m tự do, 100–200 m ngửa, ếch, bướm, hỗn hợp 400 m, tiếp sức 4×100 m và 4×200 m tự do, hỗn hợp 4×100 m) và nữ (100–800 m tự do, 100–200 m ngửa/ếch/bướm, hỗn hợp 200 m, tiếp sức 4×100 m tự do và hỗn hợp) .
Ở nhảy cầu, có các nội dung cầu mềm (springboard) và cầu cứng (platform) cho cả nam và nữ, theo tiêu chuẩn quốc tế của thời kỳ đó .
Môn bóng nước chỉ tổ chức nội dung đồng đội nam, thi đấu theo thể thức củng vòng tròn, với sự góp mặt của các đội như Singapore, Indonesia và Malaysia .
Đoàn thể thao Indonesia lần đầu tiên tham dự đã tạo nên một chấn động lớn khi vượt qua Singapore để thống trị môn thể thao dưới nước khi giành tới 22 huy chương vàng, trong khi đó đoàn Singapore chỉ có 7 tấm huy chương vàng.

## Tóm tắt kết quả

### Bơi lội
Nội dung của nam
| Nội dung                   | Vàng                                                              | Vàng         | Bạc                                                                       | Bạc     | Đồng                                                                | Đồng     |
| -------------------------- | ----------------------------------------------------------------- | ------------ | ------------------------------------------------------------------------- | ------- | ------------------------------------------------------------------- | -------- |
| 100 m tự do                | Kristiono Sumono                                                  | 55.4 (GR)    | Gerald Item                                                               |         | Marc Tay                                                            | 56.83    |
| 200 m tự do                | Kristiono Sumono                                                  | 1:58.84 (GR) | Gerald Item                                                               |         | Jairulla Jaitulla                                                   |          |
| 400 m tự do                | Kristiono Sumono                                                  | 4:14.98      | Mark Joseph                                                               |         | Vicente Cheng                                                       |          |
| 1500 m tự do               | Kristiono Sumono                                                  | 16:48.57     | Mark Joseph                                                               |         | Khoo Teng Cheong                                                    | 17:22.76 |
|                            |                                                                   |              |                                                                           |         |                                                                     |          |
| 100 m bơi ngửa             | Lukman Niode                                                      | 1:02.87      | Shared gold                                                               |         | Lim Yit Aun                                                         |          |
| 100 m bơi ngửa             | Mark Chan                                                         | 1:02.87      | Shared gold                                                               |         | Lim Yit Aun                                                         |          |
| 200 m bơi ngửa             | Lukman Niode                                                      | 2:17.3       | Chiang Jin Choon                                                          |         | Lim Yit Aun                                                         |          |
|                            |                                                                   |              |                                                                           |         |                                                                     |          |
| 100 m bơi ếch              | Jairulla Jaitulla                                                 | 1:09.07 (GR) | Kun Hantio Prastiasto                                                     | 1:09.28 | Kemalpasa Umih                                                      |          |
| 200 m bơi ếch              | Kun Hantio Prastiasto                                             | 2:30.08      | Jairulla Jaitulla                                                         |         | Kemalpasa Umih                                                      |          |
|                            |                                                                   |              |                                                                           |         |                                                                     |          |
| 100 m bơi bướm             | Gerald Item                                                       | 1:00.71      | Viret Onkprasert                                                          |         | Richard Quek                                                        | 1:02.35  |
| 200 m bơi bướm             | Gerald Item                                                       | 2:09.30 (GR) | Richard Quek                                                              | 2:15.45 | Danny Ee                                                            | 2:15.70  |
|                            |                                                                   |              |                                                                           |         |                                                                     |          |
| 400 m hỗn hợp cá nhân      | Gerald Item                                                       | 4:51.26      | John Item                                                                 |         | Jairulla Jaitulla                                                   |          |
|                            |                                                                   |              |                                                                           |         |                                                                     |          |
| 4 × 100 m tiếp sức tự do   | Indonesia                                                         | 3:46.84      | Singapore                                                                 |         | Philippines                                                         |          |
| 4 × 200 m tiếp sức tự do   | Indonesia Dwijayanto · John Item · Gerald Item · Kristiono Sumono | 8:15.6       | Philippines Vicente Cheng · Edgar Borja · Jairulla Jaitulla · Mark Joseph | 8:23.48 | Singapore Ng Meng Seng · Marc Tay · Oon Jin Teik · Khoo Teng Cheong | 8:42.23  |
| 4 × 100 m tiếp sức hỗn hợp | Indonesia                                                         | 4:06.83      | Singapore                                                                 | 4:14.75 | Malaysia                                                            |          |

Nội dung của nữ
| Nội dung                   | Vàng               | Vàng         | Bạc                     | Bạc     | Đồng                     | Đồng    |
| -------------------------- | ------------------ | ------------ | ----------------------- | ------- | ------------------------ | ------- |
| 100 m tự do                | Rachaniwan Bulakul | 1:01.61      | Nancy Deano             |         | Sumacanan                |         |
| 200 m tự do                | Junie Sng          | 2:10.82      | Rachaniwan Bulakul      |         | Christina Lam Yong Leng  |         |
| 400 m tự do                | Junie Sng          | 4:30.75 (GR) | Rachaniwan Bulakul      |         | Christina Lam Yong Leng  |         |
| 800 m tự do                | Junie Sng          | 9:14.63      | Rachaniwan Bulakul      | 9:35.63 | Christina Lam Yong Leng  | 9:40.38 |
|                            |                    |              |                         |         |                          |         |
| 100 m bơi ngửa             | Nanik Juliati      | 1:11.92 (GR) | Lim Yit Sin             |         | Tati Irianti Erningpraja |         |
| 200 m bơi ngửa             | Nanik Juliati      |              | Nancy Deano             |         | Lim Yit Sin              |         |
|                            |                    |              |                         |         |                          |         |
| 100 m bơi ếch              | Anita Suparjiman   | 1:18.92      | Nanik Juliati           |         | Desiree Lim              | 1:20.10 |
| 200 m bơi ếch              | Anita Suparjiman   | 2:51.57 (GR) | Nanik Juliati           |         | Desiree Lim              | 2:53.14 |
|                            |                    |              |                         |         |                          |         |
| 100 m bơi bướm             | Junie Sng          | 1:08.92      | Christina Lam Yong Leng |         | Rachaniwan Bulakul       |         |
| 200 m bơi bướm             | Junie Sng          | 2:27.87 (GR) | Christina Lam Yong Leng | 2:30.92 | Nunung Selowati          | 2:31.13 |
|                            |                    |              |                         |         |                          |         |
| 200 m hỗn hợp cá nhân      | Nanik Juliati      | 2:32.69      | Junie Sng               | 2:33.99 | Maulinawati Suharyono    |         |
|                            |                    |              |                         |         |                          |         |
| 4 × 100 m tiếp sức tự do   | Thái Lan           | 4:17.79      | Indonesia               | 4:21.79 | Philippines              | 4:23.27 |
| 4 × 100 m tiếp sức hỗn hợp | Indonesia          | 4:45.14      | Malaysia                |         | Singapore                |         |

### Nhảy cầu
Nội dung của nam
| Nội dung | Vàng                | Vàng       | Bạc                | Bạc | Đồng           | Đồng |
| -------- | ------------------- | ---------- | ------------------ | --- | -------------- | ---- |
| Cầu cao  | Sungwal Foangdee    | 426.66 pts | Chan Chee Keong    |     | Frank Jediman  |      |
| Cầu cứng | Somchai Ongkasingha | 390.30 pts | Somkid Ongkasingha |     | Teo Cheng Kiat |      |

Nội dung của nữ
| Nội dung | Vàng              | Vàng       | Bạc            | Bạc | Đồng           | Đồng |
| -------- | ----------------- | ---------- | -------------- | --- | -------------- | ---- |
| Cầu cao  | Harly Ramayani    | 281.31 pts | Sianti Ningsih |     |                |      |
| Cầu cứng | Harly Ramayani    |            | Sianti Ningsih |     |                |      |
| Cầu mềm  | Myrna Harjolukita | 402.06 pts | Sianti Ningsih |     | Linda Williams |      |

### Bóng nước
| Nội dung | Vàng      | Bạc      | Đồng      |
| -------- | --------- | -------- | --------- |
| Nam      | Singapore | Malaysia | Indonesia |

## Bảng huy chương
| Hạng               | Đoàn               | Vàng | Bạc | Đồng | Tổng số |
| ------------------ | ------------------ | ---- | --- | ---- | ------- |
| 1                  | Indonesia          | 22   | 10  | 5    | 37      |
| 2                  | Singapore          | 7    | 4   | 8    | 19      |
| 3                  | Thái Lan           | 4    | 5   | 2    | 11      |
| 4                  | Philippines        | 1    | 6   | 7    | 14      |
| 5                  | Malaysia           | 0    | 7   | 9    | 16      |
| Tổng số (5 đơn vị) | Tổng số (5 đơn vị) | 34   | 32  | 31   | 97      |

## Tai liệu tham khảo
- All the Results - The Straits Times, 21 November 1977
- All the Results - The Straits Times, 22 November 1977
- All the Results - The Straits Times, 23 November 1977
- All the Results - The Straits Times, 24 November 1977
- All the Results - The Straits Times, 25 November 1977